# Ivan Honl (geograf)
Ivan Honl (24. ledna 1898 Praha – 27. února 1984 Roztoky u Prahy) byl český historický geograf, kartograf, historik a toponomastik.
Postupně byl členem, tajemníkem nebo jednatelem několika místopisných a názvoslovných komisí, včetně Názvoslovné komise Vojenského zeměpisného ústavu, Názvoslovné komise při Národní radě badatelské, Názvoslovné komise Ústřední správy geodésie a kartografie a Názvoslovné komise Českého úřadu geodetického a kartografického. Byl také členem Místopisné komise ČSAV, čestným členem Onomastické komise ČSAV a podílel se na systematickém zpracování místních a pomístních jmen Náchodska.

## Rodina
Narodil se do rodiny lékaře a bakteriologa, profesora Ivana Honla, který se s bratrem zasloužil o rozvoj lázeňství v Bělovsi u Náchoda. Po maturitě na pražském reálném gymnáziu v Křemencově ulici vystudoval nejdříve v Praze práva (doktorát v roce 1922) a později v Praze a v Brně na filozofické a přírodovědecké fakultě ještě historii a geografii. Druhý doktorát získal v Brně u prof. Bohuslava Horáka a v roce 1939, když obhájil disertační práci Zeměměřiči ve službách české komory v době vlády Rudolfa II. a na začátku vlády Matyášovy (PhDr. 1938). Matka Helena Honlová, rozená Klotzová. Bratr Vladimír Honl byl lékař, zejména působil v lázních Běloves a oženil se s čechoameričankou. Ivan Honl byl ženatý s Marií Honlovou.

## Profesní kariéra
Pracovní kariéru zahájil v roce 1924 ve Vojenském zeměpisném ústavu v Praze v Dejvicích, kde působil do roku 1939. Věnoval se tam především revizi pomístních jmen (tzn. terénních názvů) na speciálních mapách, kdy s jeho účastí bylo zrevidováno přes 60 000 geografických jmen. Souběžně v komisi při Národní radě badatelské pomáhal systematicky zpracovat oficiální názvy horopisných celků a vodních toků pro tehdejší území Československa. Potom (1939) nastoupil do pražského Zeměměřičského a kartografického úřadu, kde pracoval až do padesátých let. V letech 1954-58 jako uznávaný odborník působil v Kabinetu pro kartografii ČSAV, vedeném Karlem Kuchařem. Úzce též spolupracoval s jazykovědci, především se svým vrstevníkem Vladimírem Šmilauerem.

### Vědecká činnost
Po celou dobu psal, především sepsal stovky odborných článků. Spolu se zveřejněnými pojednáními, zprávami a referáty jeho publikované dílo překračuje tisícovku, zveřejněny byly např. v Důstojnických listech, Vojenských rozhledech, Sborníku čsl. společnosti zeměpisné, Časopisu turistů, Vesmíru, Novém Orientu, Archivním časopisu, Zpravodaji místopisné komise a také Sborníku I. a II. sjezdu slovanských geografů. Bibliografie Honlových prací byla uveřejněna ve sborníku Historická geografie, sv. 12 (1974) a 17 (1978). Je také autorem a spoluautorem řady odborných publikací týkajících se zeměpisu, kartografie, vývoje zeměměřictví a také vývoje vybraných toponym. Sepsal také několikadílná skripta Úvod do dějin zeměměřictví ve spolupráci s doc. Ing. Dr. E. Procházkou, CSc. Často vyjížděl jako turista nejen po českých zemích, ale i do zahraničí. Nalezl také řadu zaniklých sídel (např. Dřizno, Zádolí), zabýval se rovněž systematickým zkoumáním starých map apod. Podle jeho názoru je nutné věnovat vždy stejnou pozornost všem třem složkám mapy - polohopisu, výškopisu a názvosloví.
Zpracoval ze zájmu o téma i populární knihy Z dějin tabáku a kouření v Čechách (1940) a Z minulosti karetní hry v Čechách (1947). Výsledky bádání popularizoval i v dobovém populárním tisku (např. v letech 1941–1943 v časopise Pestrý týden)

## Dílo
- Lloydův návrh systematického opevnění severních českých hranic v r. 1766. Ivan Honl. Důstojnické listy : čtrnáctidenník Svazu československého důstojnictva. Roč. 4, č. 17, 25. 4. (1924), s. 2-3;
- K názvoslovné úpravě naši speciální mapy, in: Sborník České společnosti zeměpisné, 1928, str. 255–257;
- Povšechný přehled místopisného názvosloví Kladska, in: ČSPSČ 55, 1947, s. 56-65;
- Zeměpisné atlasy ve Strahovské knihovně, in: Strahovská knihovna: Sborník Památníku národního písemnictví 1, 1966, s. 201-203;
- Dějiny zeměpisu III, 1968 (s B. Horákem a kol.);
- Česká toponomastická práce do r. 1918, 1970;
- Bibliografie českých prací z dějin kartografie a zeměměřičství za r. 1941, 1942, 1943. Ivan Honl. Sborník Československé společnosti zeměpisné. (1942,) s. 44-45, <1943>, s. 32; <1944>, s. 63;
- Hrad Jenštejn. Ivan Honl. Praha : Klub českých turistů, 1941. 10 s. (Vlastivědná knižnice klubu českých turistů. Řada 1 ; Sv. 3) [Obr.];[11][12][13]